# East Kyo
East Kyo – osada w Anglii, w hrabstwie Durham. Leży 15 km na północny zachód od miasta Durham i 388 km na północ od Londynu.